# Märta Stenevi
Anna Märta Viktoria Stenevi, nata Wallin (Lund, 30 marzo 1976), è una politica svedese.
Membro del Partito dei Verdi, in precedenza è stata  ministro per la parità di genere e ministro per l'edilizia abitativa da febbraio a novembre 2021 ed è stata anche segretaria generale del suo partito da maggio 2019 a gennaio 2021. Prima di diventare segretario generale, è stata commissario regionale della contea di Scania dal 2014 al 2016 e commissario municipale nel comune di Malmö dal 2016 al 2019. Dal 31 gennaio 2021 è co-portavoce del Partito dei Verdi insieme con Per Bolund.